# Schauinsland (Antarktis)
Der Schauinsland ist ein 473 m hoher Berg an der Fallières-Küste im Westen des Grahamlands auf der Antarktischen Halbinsel. Er ist die westlichste Erhebung des Butson Ridge und ragt zwischen dem McClary-Gletscher im Norden und dem Northeast-Gletscher im Süden auf. Aufgrund seiner exponierten Lage bietet er einen guten Überblick über die angrenzenden Gletscher und die Marguerite Bay. 
Wissenschaftler der Universität Freiburg führten in den 1990er Jahren in diesem Gebiet Vermessungs- und Forschungsarbeiten durch. In deren Rahmen wurde der Schauinsland nach dem gleichnamigen Berg bei Freiburg benannt. Zudem wurde 1995 eine Schutzhütte im Gipfelbereich errichtet.